# 見附郵便局
見附郵便局（みつけゆうびんきょく）は新潟県見附市にある郵便局。民営化前の分類では集配普通郵便局であった。

## 概要
住所：〒954-8799 新潟県見附市学校町1-7-38

## 沿革
- 1872年（明治5年）旧9月 - 見附新町（みつけしんまち）郵便取扱所として開設[1]。
- 1875年（明治8年）1月1日 - 見附新町郵便局（五等）となる。
- 1880年（明治13年）6月 - 見附郵便局に改称。
- 1885年（明治18年）6月10日 - 貯金取扱を開始。
- 1886年（明治19年）3月16日 - 郵便為替事務開始[2]。
- 1892年（明治25年）3月16日 - 見附郵便電信局となる。
- 1903年（明治36年）4月1日 - 通信官署官制の施行に伴い見附郵便局となる。
- 1949年（昭和24年）3月20日 - 特定郵便局から普通郵便局に局種別改定[3]。
- 1956年（昭和31年）11月1日 - 電話通話および和文電報配達事務の取扱を開始[4]。
- 1962年（昭和37年）3月1日 - 葛巻簡易郵便局の廃止に伴い、取扱事務を承継。
- 1983年（昭和53年）1月31日 - 見附市本町一丁目から、同市学校町一丁目に局舎を新築、移転。
- 1998年（平成10年）9月1日 - 外国通貨の両替および旅行小切手の売買に関する業務取扱を開始。
- 2006年（平成18年）9月25日 - 南蒲原中条郵便局、今町郵便局からそれぞれ「954-02xx」「954-01xx」区域の集配業務を移管[5]。
- 2007年（平成19年）10月1日 - 民営化に伴い、併設された郵便事業見附支店に一部業務を移管。
- 2012年（平成24年）10月1日 - 日本郵便株式会社発足に伴い、郵便事業見附支店を見附郵便局に統合。

## 取扱内容
- 郵便、印紙、ゆうパック、内容証明
- 貯金、為替、振替、振込、国際送金、国債、投資信託
- 生命保険、バイク自賠責保険、自動車保険、がん保険、引受条件緩和型医療保険
- ゆうちょ銀行ATM
- 「954-00xx」「954-01xx」「954-02xx」区域（見附市の全域、長岡市（合併以前からの長岡市域の一部、旧南蒲原郡中之島町域の全域））の集配業務
- ゆうゆう窓口

## 周辺
- 見附市役所
- 見附警察署
- 見附市文化ホール アルカディア
- 見附市図書館
- 見附市立病院
- 見附市立見附小学校

## アクセス
- JR信越本線 見附駅から南東へ約1.8km（徒歩約21分）
- 越後交通バス 郵便局前停留所、見附市コミュニティバス 見附保育園前停留所下車
- 北陸自動車道 中之島見附ICから東へ約5km
- 駐車場あり：16台